# Канфамория
Канфамория (на френски: Kanfamoriyah) е град и община в източна Гвинея, регион Канкан, префектура Канкан. Населението на общината през 2014 година е 24 858 души.